# Казанський сільський округ (Майський район)
Каза́нський сільський округ (каз. Қазан ауылдық округі, рос. Казанский сельский округ) — адміністративна одиниця у складі Майського району Павлодарської області Казахстану. Адміністративний центр — село Жумискер.
Населення — 726 осіб (2021; 955 у 2009, 1331 у 1999, 2022 у 1989).
Станом на 1989 рік існувала Майтобецька сільська рада (села Бригада 5, Жумискер, Кизил-Єнбек, Тас-Біке). Село Тасбіке було ліквідовано 2000 року, село Бригада 5 — 2004 року.

## Склад
До складу округу входять такі населені пункти:
| Населений пункт  | Старі назви | Населення, осіб (1989) | Населення, осіб (1999) | Населення, осіб (2009) | Населення, осіб (2021) |
| ---------------- | ----------- | ---------------------- | ---------------------- | ---------------------- | ---------------------- |
| Бригада 5, село  | -           | 32                     | -                      | -                      | -                      |
| Жумискер, село   | -           | 1399                   | 919                    | 623                    | 485                    |
| Кизиленбек, село | Кизил-Єнбек | 519                    | 412                    | 332                    | 241                    |
| Тасбіке, село    | Тас-Біке    | 72                     | 0                      | -                      | -                      |